# Palabras para un fin del mundo
Palabras para un fin del mundo es un documental español presentado inicialmente dentro de la programación de la 65.ª edición de la SEMINCI (Semana Internacional de Cine de Valladolid) el 25 de octubre de 2020, dirigido por Manuel Menchón, en el que basándose «en datos y declaraciones contrastadas y en documentos oficiales» se desvelan una serie de supuestas irregularidades cometidas a raíz del fallecimiento del escritor y filósofo Miguel de Unamuno la tarde del 31 de diciembre de 1936 que cuestionan la versión oficial de su muerte comúnmente admitida hasta ahora.
Cuenta con las voces entre otros de José Sacristán (Miguel de Unamuno), Marián Álvarez (narradora), Antonio de la Torre (Emilio Mola), Víctor Clavijo (José Millán-Astray) o Andrés Gertrúdix (Bartolomé Aragón), así como con las colaboraciones documentales del Ayuntamiento y la Universidad de Salamanca, la Casa-Museo de Unamuno, etc.
Se estrenó en cines de ocho ciudades españolas (entre ellas Salamanca y Valladolid) el 13 de noviembre de 2020.

## Sinopsis
El documental recrea los acontecimientos sucedidos desde las horas previas a la visita de Aragón (tenido hasta la fecha por «alumno y amigo» [para los hispanistas Colette y Jean-Claude Rabaté se trataría de «un sanguinario que participó en la represión de Río Tinto y un adepto de Goebbels, lo que le llevó a organizar quemas espeluznantes de libros»] y único testigo de la muerte de Unamuno) hasta el «precipitado» entierro del autor la mañana del 1 de enero de 1937 sin esperar las veinticuatro horas que debían transcurrir como mínimo, según la legislación vigente, ni practicarle la autopsia cuando ya en aquellos entonces las muertes producidas a consecuencia de una hemorragia bulbar (un tipo de hemorragia intracraneal) se consideraban «sospechosas de criminalidad» ya que aquellas podían provocarse «con escasa o ninguna señal externa».